# Listra
LIstra (grec antic: Λύστρα) era una ciutat al centre d'Anatòlia, que ara forma part de l'actual Turquia. S'esmenta set vegades al Nou Testament Listra va ser visitada un parell de vegades per l'apòstol Pau juntament amb Bernabé o Silas. Allà Pau va conèixer un jove deixeble, Timoteu.

## Ubicació
Es creu que Listra es trobava a uns 30 km al sud de la ciutat de Konya, al nord del llogaret de Hatunsaray i a uns 15 km al nord d'un petit poble anomenat Akoren. Un petit museu al poble de Hatunsaray mostra artefactes de l'antiga Listra.
Listra és el nom antic de la localitat visitada per l'apòstol Pau. Hi ha un poble que avui es diu "Klistra" a prop de Gökyurt, un poble del districte de Meram, a l'actual Konya. A prop de Klistra es poden veure antigues ruïnes, incloent una església amb una gran creu marcada a la paret, un celler, edificis similars a cases, i les ruïnes d'una ciutat situada al cim d'un turó que es diu localment "Alusumas", on es poden veure les ruïnes d'una altra església. D'acord amb la població local, la ciutat menys visible va ser construïda sobre el turó per amagar-se dels enemics de l'antiga Anatolia. Aquest lloc encara està a l'espera de l'excavació.

## Història
L'Imperi Romà va fer de Listra una colònia l'any 6 aC, possiblement per tenir un millor control de les tribus a les muntanyes a l'oest. Més tard, es va incorporar a la província romana de Galàcia, i poc després els romans van construir una via que connecta Listra amb Iconi al nord.
Sant Pau va visitar aquí al 48 dC i una altra vegada en l'any 51 dC en el seu primer i segon viatges missioners.
En temps cristians Listra tenia un bisbe. S'inclou en la llista de seus titulars de l'Església Catòlica Romana.

### Visita de Pau

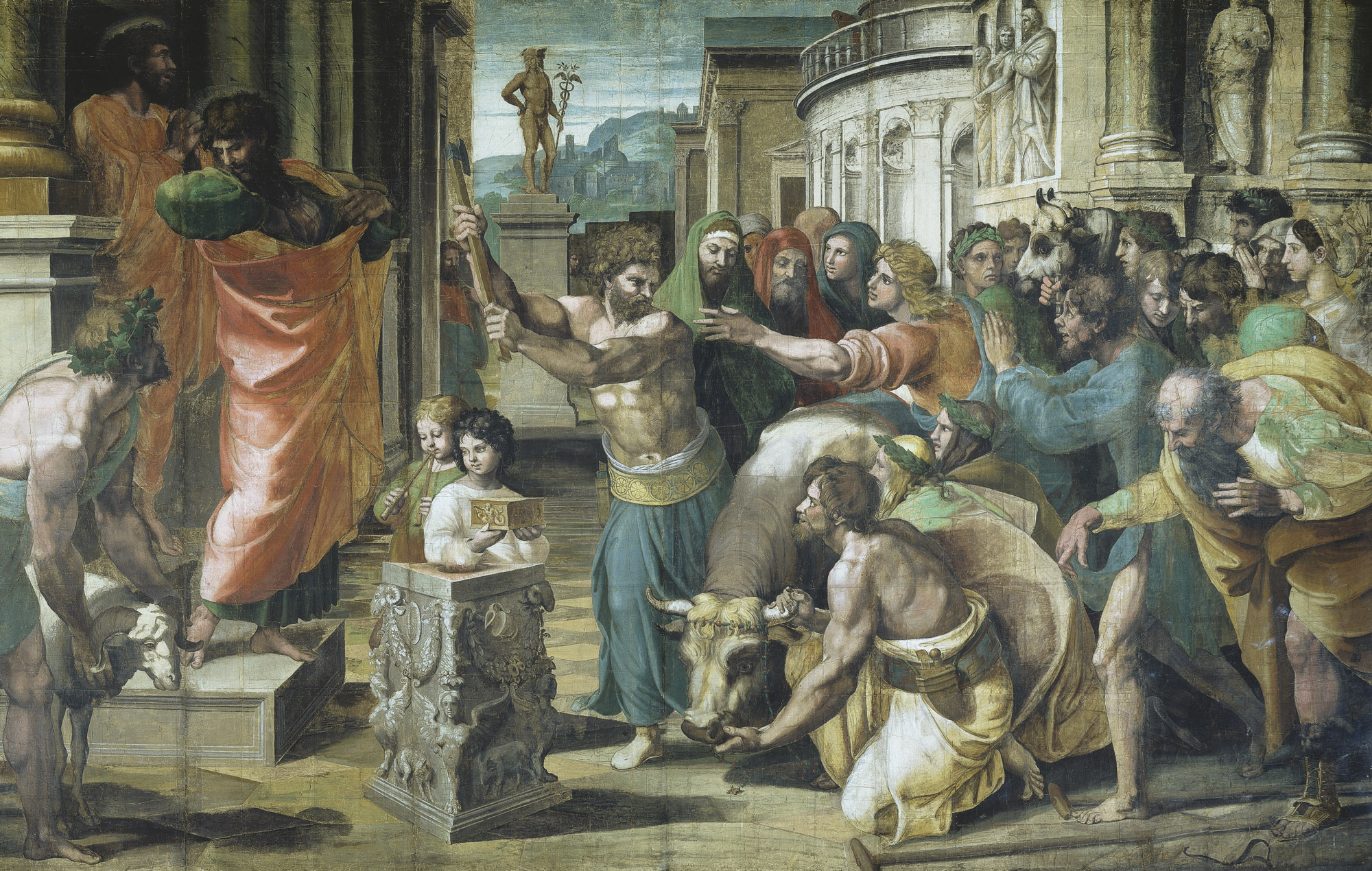
'"El sacrifici a Listra" per Rafael, 1515.

Pau va predicar l'evangeli en Listra després de la persecució que el va portar des d'Iconi Aquí Pau va curar a un home coix de naixement. L'home va fer un salt i va començar a caminar i llavors, tan impressionada va quedar la multitud que el van prendre per Hermes, perquè era ell qui els adreçava la paraula, i el seu company Bernabé el van prendre per Zeus. La multitud va parlar en llengua local de Licaònia i volia oferir-los sacrificis, però Pau i Bernabé s'esquinçaren els vestits i es van llançar enmig de la multitud tot cridant que no eren més que homes. Van usar aquesta oportunitat per parlar als de Listra del Déu Creador. Aviat, però, a través de la influència dels líders jueus d'Antioquia de Pisídia i d'Iconi, van apedregar Pau i el van donar per mort. Però quan els deixebles es van aplegar al voltant d'ell, Pau es va posar dret i va tornar a entrar a la ciutat. L'endemà, ell i Bernabé va anar a Derbe; però en la part de retorn del seu viatge, es van aturar un cop més en Listra, encoratjant-hi els deixebles a perseverar en la fe.
Pau va visitar aquesta ciutat de nou en el seu segon viatge missioner Timoteu, un jove deixeble allà, va ser probablement un dels que en l'ocasió anterior a Listra va presenciar la persecució i la valentia de Pau. Timoteu va deixar Listra per convertir-se en el company de Pau i Silas a la resta del segon viatge missioner. També és possible que Pau tornés a visitar Listra prop del començament del seu tercer viatge missioner.
A diferència d'altres ciutats que Pau va visitar, Listra aparentment no tenia sinagoga, tot i que Timoteu, la seva mare i la seva àvia eren jueus.